# Cryptic Writings
《Cryptic Writings》는 미국의 헤비 메탈 밴드 메가데스의 일곱 번째 스튜디오 음반이다. 1997년 6월에 발매되었으며, 2004년에 리믹스/리마스터되어서 재발매되었다. 이 앨범은 빌보드 차트 10위에 등극했다. 연주만 있는 EP(Cryptic Sounds-No Voices in Your Head)가 발매되었으며, 일부 한국반에서는 Cryptic Writings더블 앨범의 두 번째 CD로 발매되었다.
Use The Man은 The Searchers의 "Needles and Pins"라는 노래의 일부가 포함되어 있으나, 리마스터 판에는 삭제되었다. Needles and Pins는 이 앨범의 초기 명칭이었으나, 후일 Cryptic Writings로 바뀌었다.

## 내용
Cryptic Writings는 헤비메탈 밴드 메가데스의 7번째 스튜디오 앨범이며, 1997년 6월에 발매되었다. 2004년에는 리믹스/리마스터되어 재발매되었다. 이 앨범은 당시 빌보드 차트 10위에 등극했다.
연주곡으로만 이루어진 EP (Cryptic Sounds - No Voices in Your Head)는 다음 해에 발표되었으며, 일부 Cryptic Writings 한국 라이센스반에서는 2CD에 이 EP가 포함되어 있기도 하다.
"Trust", "Almost Honest", "A Secret Place"가 뮤직비디오로 만들어졌다.
"Use the Man"은 The Searchers의 "Needles and Pins"(이는 초기에 앨범명으로 결정되었으나 후일 취소되었다.)의 노래 일부를 포함하고 있으나, 리마스터 판에서는 삭제되었다.
Youthanasia의 경향을 이어받아, Cryptic Writings는 정치 분야보다는 개인적인 내용의 노래를 더 많이 포함하고 있다. 또한 기존 메가데스의 1990년대 하드락 스타일을 이어갔다. 그러나 "The Disintegrators", "She-Wolf", "Vortex", "FFF"등은 1980년대 스래쉬 메탈의 경향을 보이고 있으며, "I'll get Even"과 같은 곡은 종전보다 창의적인 형식을 보이고 있다.
미국반 Cryptic Writings의 초판 500,000장은 은색 커버로 발매되었다. 초판 안에는 CHAOS! Comics의 앨범 홍보 만화인 "The Cryptic Writings Of Megadeth" 4컷이 포함된 Vic Rattlehead의 카드가 동봉되었다.
그 후의 앨범은 검은색 커버로 발매되었으며, 이는 리마스터 판에서도 동일하다. 1997년 원본은 고음질 HDCD로 제작되었다.
"Trust"와 "Almost Honest"는 사람간의 관계와, 거짓말이 사람을 얼마나 황폐하게 만드는지에 대해 다루고 있다. 마약 중독과 같은 사회 문제("Use the Man")과 학교내 총기 난사 사건("Have Cool, Will Travel")같은 내용도 다루고 있다. 특별히 정치에 대한 비판을 노래한 곡들은 없으나, "The Disintegrators"나 "FFF(Fight For Freedom의 준말)"등은 혁명이나 반동 등의 내용을 포함하고 있다. "She-Wolf"나 "Vortex"같은 곡은 과거 "Five Magics", "Elysian Fields", "Bad Omen"등과 같은 오컬트 테마를 포함하고 있다.
이 앨범은 종전 앨범보다 멜로디컬한 경향이 강하다. 예를 들어, "A Secret Place"와 같은 곡은 "시타르"를 사용하였으며, 이는 노래에 동적인 경향을 부가했다.
메가데스는 Youthanasia 이후로 매니지먼트 회사를 ESP Management로 바꾼다. 리마스터반의 라이너 노트에 따르면, 앨범 작업에 참여한 Bud Prager가 원래 가사의 상당부분을 반대했기에 다시 쓰게 되었다고 한다. 또한 라이너 노트에는 데이브 머스테인이 "나는 아마 이 친구(Bud Prager)가 내가 각별히 원했던 차트 1위에 등극할 앨범을 만드는 데 도움이 될지도 모른다고 생각했다"라고 논한 부분이 등장한다.
리마스터 판에 들어있는 두 개의 보너스 트랙 "Bullprick"과 "Evil That's Within"은 Bud Prager가 가사에 대해 반대했기에 각각 "FFF"와 "Sin"으로 바뀌었다. 이중 "Bullprick"은 Jackhammer라고도 불리는 공사용 파쇄기로부터 영감을 얻었다고 한다.
이 앨범은 Vic Rattlehead가 유일하게 등장하지 않는 앨범이다. 다만, 동봉된 Vic Rattlehead 카드에서는 그 모습을 확인할 수 있으나, 리마스터 반에는 이 카드가 존재하지 않는다.

## 수록곡
1. Trust (Mustaine/Friedman)
2. Almost Honest (Mustaine/Friedman)
3. Use The Man (Mustaine/Friedman)
4. Mastermind
5. The Disintegrators
6. I'll Get Even (Mustaine/Ellefson/Friedman/Howe)
7. Sin (Mustaine/Menza/Ellefson)
8. A Secret Place
9. Have Cool, Will Travel
10. She-Wolf
11. Vortex
12. FFF (Mustaine/Friedman/Ellefson/Menza)

### 2004 리마스터판 보너스 트랙
1. Trust (Spanish Version)
2. Evil That’s Within
3. Vortex (Alternate Version)
4. Bullprick

## 참여
- Dave Mustaine – 기타, 보컬
- Marty Friedman – 기타
- David Ellefson – 베이스
- Nick Menza – 드럼, 타악기